# 二人の夏 (浜田省吾の曲)
「二人の夏」（ふたりのなつ）は、1987年6月21日に発売された浜田省吾の21枚目のシングル。

## 概要
本作から1週間後に発売される2枚目のミニ・アルバム『CLUB SURFBOUND』の先行シングルとして発売された。
浜田の最後のシングル・レコードとなり、当時の浜田のシングル・レコードの歴史は愛奴の「二人の夏」に始まり、浜田の「二人の夏」で完結した。
「二人の夏」は愛奴の「二人の夏」のセルフカバーで、浜田が神奈川大学の下宿に住んでいた頃「とにかく暑かったので何か涼しい曲でも作ろう」と思い作曲した。
「LITTLE SURFER GIRL」は、ビーチ・ボーイズ風のポップ・ナンバー。浜田は「5本の指に入るくらい好きな曲」と語っている。
1991年6月8日、過去発売アナログシングルから本作がピックアップされ8cmCDシングルで発売された（後述：「二人の夏（再発シングル）」）。

## 収録曲
- 全作詞・作曲：浜田省吾、編曲：町支寛二

1. 二人の夏
2. LITTLE SURFER GIRL

## 二人の夏（再発シングル）
1991年6月8日、過去に発売されたアナログシングルからピックアップされ8cmCDシングル化。その際、カップリング曲に愛奴の「二人の夏」を収録。
2005年3月24日には、マキシシングルにリサイズされ復刻された。

### 収録曲
- 全作詞・作曲：浜田省吾

1. 二人の夏 (Shogo Hamada Version)
編曲：町支寛二
2. 二人の夏 (AIDO Version)
編曲：愛奴

### 参加ミュージシャン
| 二人の夏 (Shogo Hamada Version) - Worlds and Music by 浜田省吾 - Arranged by 町支寛二 - Strings Arranged by 水谷公生 - Vocal：浜田省吾 - Drums：高橋伸之 - Bass：江澤宏明 - Keyboards：板倉雅一 - Guitar and Chorus：町支寛二 - Saxophone：古村敏比古 - Synthesizer：福田裕彦 - Strings：友田 Group | 二人の夏 (AIDO Version) - Worlds and Music by 浜田省吾 - Arranged by AIDO - Vocal and Drums：浜田省吾 - Vocal and Guitar and Chorus：青山徹, 町支寛二 - Keyboards and Chorus：山崎貴生 - Bass：高橋信彦 |